# La Revue anarchiste (1929-1936)
Pour les articles homonymes, voir La Revue anarchiste.
La Revue anarchiste publiée à Paris de 1929 à 1936 (25 numéros) est une revue française indépendante de toute structure libertaire, .

## Historique
En décembre 1929, à Paris, sort le premier numéro de La Revue anarchiste d'abord sous-titrée Cahiers mensuels d'études et d'action puis Organe trimestriel de documentation et d'études, cette publication n'est liée à aucune organisation et attire des anarchistes individualistes.
Elle cesse sa publication en juin 1936. Son gérant, Ferdinand Félix Fortin est condamné à plusieurs reprises pour délits de presse.
En octobre 1933, y paraît sous le pseudonyme de « Bardamu » un article intitulé « Points de vue d'un solitaire : Infortunée Violette Nozière ! » que certains attribuent à Céline,.

### Contributeurs notoires
- E. Armand - Han Ryner - Georges Vidal - André Prudhommeaux - Lucien Banville d'Hostel - Léo Malet[7] - Louis Moreau - Voline

### Lire en ligne
- Sur Gallica : huit années disponibles, 20 numéros, [lire en ligne], (BNF 32856310), (OCLC 690344235).

- Sur le site la-presse-anarchiste.net :
  - n°1 de décembre 1929, [lire en ligne].